# Kumar Nitesh
Kumar Nitesh (30 de diciembre de 1994) es un deportista indio que compite en bádminton adaptado. Ganó una medalla de oro en los Juegos Paralímpicos de París 2024, en la prueba individual (clase SL3).

## Palmarés internacional
| Juegos Paralímpicos | Juegos Paralímpicos | Juegos Paralímpicos | Juegos Paralímpicos |
| Año                 | Lugar               | Medalla             | Prueba              |
| ------------------- | ------------------- | ------------------- | ------------------- |
| 2024                | París (Francia)     | Medalla de oro      | Individual SL3      |